# Universitätsarchiv München
Das Universitätsarchiv München (UAM) ist das zentrale Archiv der Ludwig-Maximilians-Universität München (LMU).

## Aufgaben
Hauptaufgabe des Universitätsarchivs München ist die Übernahme, Bewertung, Ordnung, Verzeichnung, Erhaltung sowie Nutzbarmachung von Schriftgut, audiovisuellem Material und Sammlungsgut, welches an der Ludwig-Maximilians-Universität München, bei ihren Gremien, Verwaltungseinheiten, Einrichtungen und Personen entsteht. Dazu zählen die historischen Unterlagen der früheren Universitätsstandorte Ingolstadt und Landshut bis hin zu Übernahmen aus neuester Zeit in analoger und digitaler Form, beispielsweise aus den Registraturen, Dekanaten und Prüfungsämtern. Durch die Aufbewahrung relevanter Dokumente trägt das Archiv zur Rechtssicherung sowie zur universitären Selbstverwaltung bei.
Das Archiv unterstützt durch die Bereitstellung seiner Bestände für die wissenschaftliche Auswertung vor allem Historiker, Hochschullehrer, Doktoranden und Studierende verschiedener Fachrichtungen, aber auch Privatpersonen, wie zum Beispiel Genealogen, bei ihren Forschungen, entweder durch persönliche Einsichtnahme der Forscher in relevantes Archivgut im Lesesaal oder durch die Anfertigung von Scans. Außerdem wirkt das Archiv mit seinen Beständen mit an Publikationen und Tagungen, häufig zu universitäts- und wissenschaftsgeschichtlichen oder verwandten Themen.
Ebenso gehören die Beratung universitärer Stellen, beispielsweise zur Schriftgutverwaltung, sowie Mitarbeit und Austausch in Fachkreisen zum Aufgabengebiet des Archivs.
Das Universitätsarchiv agiert auf der Grundlage des Bayerischen Archivgesetzes.

## Geschichte
„In diesem Jahr [1497] erbat die Universität von der Artistenfakultät, den bestimmten Teil eines Hörsaals eingeräumt zu bekommen, zum Zweck, wie sie es nannte, der Erbauung eines Archivs. Gerne stand die Fakultät ihr das zu, unter der Bedingung, dass auch sie selbst das Recht habe, ihre wertvolleren Dinge ebendort niederzulegen und zu verwahren. Das Alte Kolleg untersteht nämlich der Hoheit der Artistenfakultät.“

Die Geschichte des Universitätsarchivs reicht zurück bis ins Jahr 1497. Damals wurde im Alten Kolleg der Universität Ingolstadt ein Hörsaal, vermutlich im zweiten Stock, durch eine Trennwand geteilt. Das neu entstandene Zimmer diente fortan als Lagerraum für das Schriftgut und die Wertgegenstände von Rektorat und Senat sowie der Artistenfakultät; trotz räumlicher Vereinigung wurden die Bestände beider Institutionen weiterhin als separate Archive betrachtet. Somit konnten erstmals die Urkunden, Akten und weitere wichtige Objekte aus 25 Jahren Universitätsgeschichte, also seit deren Gründung 1472, angemessen aufbewahrt werden. 1564 verlegte man den Archivraum, nachdem inzwischen der Jesuiten-Orden bedeutenden Einfluss auf die Hochschule gewonnen und sich räumlich im Gebäude ausgebreitet hatte, ins Erdgeschoss, wo er bis zum Umzug der Universität nach Landshut (1800) bleiben sollte.

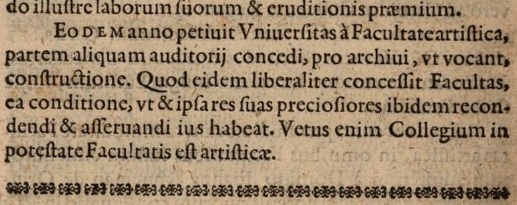
Abschnitt aus den „Annales Ingolstadiensis Academiae“ von Valentin Rotmar betreffend die Einrichtung des Universitätsarchivs im Jahre 1497

Für die ersten Jahrhunderte der Hochschule wäre es falsch, sich ein einziges, umfassendes Universitätsarchiv vorzustellen. Vielmehr existierten lange Zeit verschiedene Archive und Registraturen nebeneinander: das Archiv von Rektorat und Senat, die Archive der Fakultäten sowie die Registraturen und Archive diverser universitärer Behörden. Über einen langen Zeitraum hinweg war das Archivgut dieser als separat zu betrachtenden Stellen an verschiedenen Orten untergebracht, wodurch teilweise die Übersicht über die vorhandenen Unterlagen verloren ging und sie in ihrem Erhaltungszustand allmählich Gefährdungen ausgesetzt waren. So wurden beispielsweise 1796 Teile der Archivbestände durch Flüchtungen wegen drohender Gefahr (Koalitionskriege) nach München ausgelagert. Eine ernsthafte Bereinigung dieser vielfältigen Archivlandschaft konnte erst ab dem dritten Viertel des 19. Jahrhunderts in Angriff genommen werden.
Für die Zeit ab 1660 ist eine weitestgehend lückenlose Reihe von Universitätsarchivaren nachweisbar, deren Aufgabe die Betreuung des Hauptarchivs von Rektorat und Senat war. Da die leitenden Archivare aber gleichzeitig Professoren und damit stark durch Lehre und Forschung beansprucht waren, konnten intensive Ordnungsarbeiten an den Archivbeständen und damit eine professionelle Betreuung von ihnen kaum geleistet werden.
1800 kam es schließlich, wie oben erwähnt, zur Verlegung der Universität von Ingolstadt nach Landshut. Über Umwege wurde ein Großteil der Ingolstädter Archivbestände 1804 in der Sakristei der Kirche des örtlichen Dominikanerklosters untergebracht. Für diesen Zeitraum des späten 18. und frühen 19. Jahrhunderts lassen sich erste Benutzer des Universitätsarchivs, die ihre Erkenntnisse wissenschaftlich publizierten, nachweisen. Hierzu zählen beispielsweise Lorenz Westenrieder und Johann Nepomuk Mederer.
1826 setzt die ebenfalls fast lückenlose Reihe der Vorstände des Archivs ein, zeitgleich mit dem bereits zweiten Umzug der Universität, nun von Landshut nach München. Jedoch wurde auch diesmal nicht der gesamte Archivbestand geschlossen an den neuen Hochschulstandort transportiert, denn manche Teile blieben im säkularisierten Kloster Seligenthal, andere wiederum noch in Ingolstadt zurück. Da zunächst ein geeigneter Bau für die Universität in München, wie schon zuvor beim Umzug nach Landshut, fehlte, verschärften sich die prekäre Situation des Archivguts und dessen Ordnungszustand. Mit dem Bezug des neu errichteten Universitäts-Hauptgebäudes (1840) in der Maxvorstadt wurden Archiv und Registratur zwei Räume im ersten Stock zugewiesen. Abhilfe für den sich in den kommenden Jahrzehnten abzeichnenden Platzmangel, unter anderem wegen der steigenden Zahl der Studierenden, schaffte der Erweiterungsbau des Hauptgebäudes, welcher 1911 eingeweiht wurde. Das Archiv erhielt nun im Hochparterre des alten Nordflügels Räumlichkeiten, die ein Magazin sowie Arbeitszimmer umfassten. Auch konnte das Archiv jetzt seine Benutzer direkt in den eigenen Räumen betreuen, nachdem bislang für die Einsichtnahme in Archivalien der Lesesaal der Universitätsbibliothek in Anspruch genommen worden war.
Eine tiefgreifende Zäsur stellten die Auswirkungen des Zweiten Weltkriegs für das Universitätsarchiv dar. Seit 1936 hatte sich der damalige Vorstand Götz von Pölnitz um das Archiv und seine Bestände verdient gemacht, unter anderem durch Ordnungsarbeiten, die Übernahme zahlreicher Unterlagen aus den Fakultäten, von Rektorat und Senat sowie von Urkunden und Amtsbüchern aus der Universitätsbibliothek, die ursprünglich dem Archiv zuzuordnen waren. Sehr bemüht war er auch später um die Sicherung der Archivalien vor den alliierten Luftangriffen auf München. So ließ er 1943 und 1944 in großem Umfang Archivbestände auf den Schlössern von ihm bekannten Adelsfamilien unterbringen, zum Beispiel in Egglkofen und Schwaigwang bei Garmisch. Auch in die Kellergewölbe des von Pölnitz noch bewohnten Schlosses Wässerndorf wurden Unterlagen und Objekte aus dem Archiv, den Fakultäten und anderen Stellen der Universität ausgelagert, insgesamt weit über 1000 Kisten. Während allerdings der Teil des Münchner Universitäts-Hauptgebäudes, worin sich das Archiv befand, bei den Bombardements vergleichsweise leicht beschädigt wurde und die dort zurückgelassenen Archivalien weitestgehend unversehrt blieben, brannte Schloss Wässerndorf fast vollständig aus. Pölnitz schreibt in einem späteren Bericht, gestützt von den Aussagen weiterer Augenzeugen, dass der Brand am 5. April 1945 von einem amerikanischen Offizier auf dem Dachboden des Schlosses gelegt worden sei, als Vergeltung für einen gefallenen Kameraden und um den erbitterten deutschen Widerstand endgültig zu brechen, gegen den die Amerikaner den Ort eingenommen hatten. Auch seien in den Kellergewölben Brandbeschleuniger eingesetzt worden. Bergungs- und Löschversuche waren laut Pölnitz unter Androhung von Waffengewalt verboten. Es verbrannten zahlreiche, wichtige Archivalien, unter anderem das päpstliche Privileg und der landesherrliche Stiftungsbrief, die die Universitätsgründung betrafen, viele weitere Urkunden, teils bis ins Hochmittelalter zurückreichend, die Archive und Registraturen des Verwaltungsausschusses und der universitären Kastenämter, dazu mehrere Repertorien sowie große Mengen an sonstigen Akten und Büchern. Weitere Objekte wie die Universitätsszepter und ein Pokal in Schiffsform wurden schwer beschädigt, andere, wie der Hut von Johannes Eck, dem theologischen Hauptgegner Martin Luthers, fielen unwiederbringlich den Flammen zum Opfer. Die goldene Rektorkette rettete Pölnitz, indem er sie sich vor dem Ausbruch des Brands umhängte und mehrere Tage unter der Kleidung verborgen trug.
1946 brach nach Pölnitz‘ Enthebung durch die Militärregierung der Betrieb des Universitätsarchivs zusammen. Erst ab 1954 konnte, unter dem zuvor ernannten Vorstand Johannes Spörl, schrittweise und über einige Jahre hinweg mit den umfangreichen Rückführungen aus den Bergungsdepots, dem Wiederaufbau und der Neuordnung der Archivbestände begonnen werden. Hierbei musste man quasi bei Null anfangen, da viele Findmittel des Archivs den Krieg nicht überstanden hatten.
1954 erhielt das Archiv auch neue Räumlichkeiten im Universitäts-Hauptgebäude sowie nach und nach archivisches Fachpersonal. 2008 zog das Archiv, vor allem wegen Platzmangels, aus dem Hauptgebäude aus, nachdem die Bestände inzwischen stark gewachsen waren und mehrere Außendepots angelegt werden mussten. Seitdem befindet es sich im nördlichen Münchner Stadtteil Freimann. Die Außendepots konnten aufgelöst werden, sodass alle Bestände wieder an einem zentralen Ort untergebracht sind.
Im Juli 2021 wurde das Universitätsarchiv der Universitätsbibliothek der Ludwig-Maximilians-Universität als organisatorisch unselbständiger Teil zugeordnet.

## Bestände
Im Universitätsarchiv München werden ca. 4500 laufende Meter an Archiv- und Sammlungsgut verwahrt (Stand Ende 2022).
Schwerpunktmäßig sind Unterlagen und Objekte ab dem 18. Jahrhundert vorhanden, jedoch datieren einige Archivalien zurück bis hin zur Gründung der Universität, teilweise auch auf die Zeit davor. Eine Urkunde aus dem Jahre 1346 (Seelgerätstiftung) ist das älteste im Archiv erhaltene Dokument.
Vom Altbestand des Archivs, also dem Schriftgut seit der Universitätsgründung 1472 bis hinein ins 19. Jahrhundert, sind durch Kriegseinwirkung, den zweimaligen Umzug der gesamten Hochschule, dazu durch die mangelhafte personelle Ausstattung vergangener Jahrhunderte und die damit einhergehende Vernachlässigung des Archivguts zwischen einem und zwei Dritteln verloren gegangen.
Einen bedeutenden Teil des Archivguts bilden sach- und personenbezogene Unterlagen von Rektorat und Senat der Universität, vom Verwaltungsausschuss, von Fakultäten, Departments, Instituten und Lehrstühlen sowie von Universitätskliniken. Hier finden sich unter anderem Verwaltungsakten, Amtsbücher, spätmittelalterliche, frühneuzeitliche wie auch moderne Urkunden, Karteien und Register, dazu klinische Unterlagen und pathologische Sektionsprotokolle. Durch die Geschichte der Universität ist das Universitätsarchiv mit dem Archiv des Herzoglichen Georgianums teils bestandsmäßig verknüpft, beispielsweise im Bereich der Akten der Theologischen (später Katholisch-Theologischen) Fakultät.
Außerdem existiert eine studentische Überlieferung, zum Beispiel in Form des historischen Bestands der für jeden Studierenden individuell angelegten Verzeichnisse der besuchten Lehrveranstaltungen (Belegbögen), der Straf- und Gefallenenakten sowie der Karteikarten aus der Studentenkanzlei. Mit den frühen Matrikelbänden bis hin zu den Studentenkarteien des 20. Jahrhunderts und einer nachfolgenden digitalen Verwaltung bei der Studentenkanzlei ist eine fast lückenlose Dokumentation der an der Universität immatrikulierten Studierenden seit deren Gründung 1472 gewährleistet. Historische Studentenakten, wie sie an anderen Hochschulen existieren, sind durch die Verluste im Zweiten Weltkrieg nicht überliefert.
Eine weitere umfangreiche Bestandsgruppe bilden die älteren und aktuellen Prüfungsakten, welche den Erwerb eines akademischen Grades – hauptsächlich Promotion, Magister, Diplom, Master, Bachelor – dokumentieren und von den Prüfungsämtern an das Archiv abgegeben werden.
Einige Akten und Dokumente zu prominenten Universitätsangehörigen sind im Archiv vorhanden: von Nobelpreisträgern wie Wilhelm Conrad Röntgen, Max Planck, Werner Heisenberg und Adolf Butenandt, von Joseph Ratzinger (später Papst Benedikt XVI.) über Politiker wie Theodor Heuss und Ludwig Erhard bis hin zu Mitgliedern der Widerstandsgruppe „Weiße Rose“ wie Kurt Huber, Hans und Sophie Scholl.
Darüber hinaus werden (Teil-)Nachlässe, großteils von Dozenten, Unterlagen aus Fremdprovenienzen sowie Foto-, Ton- und Filmmaterial archiviert. Andere Dokumente wie Flugblätter, Druckschriften, Rektorats- und Universitätsreden werden ebenfalls in eigenen Sammlungen aufbewahrt. Hiervon getrennt zu betrachten sind über 20 Lehr- und Forschungssammlungen, zum Beispiel aus den Bereichen Geographie, Geologie, Pharmakognosie, Pharmakologie und Toxikologie. Diese umfassen neben Schriftgut und Bildmaterialien auch naturwissenschaftliche Instrumente, Karten und Atlanten, Pflanzendrogen und andere Objekte.
Das Universitätsarchiv unterhält eine Kustodie mit Gemälden, Grafiken, Büsten, Medaillen, Pokalen und weiteren kunsthandwerklichen Gegenständen. Ebenfalls zur Kustodie gehören die Insignien der Universität, unter anderem historische Siegel-Typare, die Rektorkette, die zwei noch erhaltenen Szepter aus dem 17. Jahrhundert sowie eine Polizei-Hellebarde als Symbol für die akademische Gerichtsbarkeit.
Einen im Archiv aufbewahrten, ursprünglich nicht in Zusammenhang mit der Universität stehenden Bestand an Kunstwerken bilden 88 Porträts von Augustiner-Chorherren, die aus dem Stift Polling stammen. Im Zuge der Säkularisation war 1803 beabsichtigt worden, die damals noch über 200 Porträts umfassende „Pollinger Pinakothek“ der Münchner Hofbibliothek zu übergeben. Aus nicht mehr nachvollziehbaren Gründen wurden die Gemälde, bzw. ein Teil davon, auf ein Floß verladen und, sicher versehentlich, die Isar hinunter bis zum damaligen Sitz der Universität in Landshut gefahren. Ein Rücktransport nach München wurde von der zuständigen Stelle wegen zu hoher Kosten abgelehnt, da dieser gegen die Fließrichtung der Isar und deshalb auf dem Landweg hätte erfolgen müssen, sodass die Porträts an der Universität verblieben.
Darüber hinaus existiert im Universitätsarchiv eine Handbibliothek, die sich vor allem aus Werken zur Bildungs-, Universitäts- und Wissenschaftsgeschichte sowie zur bayerischen Geschichte zusammensetzt.

## Publikationen und Tagungen
Neben verschiedenen Einzelveröffentlichungen wurden und werden vom Universitätsarchiv folgende Reihen herausgegeben:
- Ludovico Maximilianea – Abteilung Quellen (LMQ)
- Ludovico Maximilianea – Abteilung Forschungen (LMF)
- LMUniversum
- Beiträge zur Geschichte der Ludwig-Maximilians-Universität München (BGLMU)

Seit 2015 richtete das Archiv im Rahmen der Vorbereitung des 550. Jubiläums der Gründung der Universität (2022) jährlich eine Tagung aus, welche sich mit einem ausgewählten universitäts- oder wissenschaftsgeschichtlichen Thema befasst. Hierbei wurden konkrete Aspekte der Ludwig-Maximilians-Universität München, auch an ihren vorherigen Standorten Ingolstadt und Landshut, beleuchtet, im Vergleich dazu aber ebenfalls andere Hochschulen betrachtet. Die jeweiligen Referate werden in einem gedruckten Tagungsband zusammengestellt.

## Personen

### Universitätsarchivare 1660–1818
| Zeitraum       | Name                                    |
| -------------- | --------------------------------------- |
| 1660–1677      | Kaspar Manz                             |
| 1677–1686      | Ignaz Rath                              |
| 1686–1720      | Johann Christoph (von) Chlingensperg    |
| 1722–1755      | Hermann Anton Maria von Chlingensperg   |
| 1755/1759–1765 | Johann Adam von Ickstatt (Oberaufsicht) |
| 1756–1761      | Franz Joseph Schiltenberger             |
| 1765–1788      | Johann Joseph Prugger (Oberaufsicht)    |
| 1788–1800      | Franz Seraph Siardi (Oberaufsicht)      |
| 1784–1792      | Johann Nepomuk Gottfried von Krenner    |
| 1792–1795      | Anton Stich                             |
| 1800–1804      | Johann Georg Feßmaier                   |
| 1804–1818      | Karl Sebastian Heller von Hellersberg   |

### Archivvorstände 1826–2021
| Zeitraum       | Name                                   |
| -------------- | -------------------------------------- |
| 1826–1872      | Hieronymus (von) Bayer                 |
| 1872–1888      | Carl von Prantl                        |
| 1889–1891      | August von Druffel                     |
| 1892–1905      | Karl Theodor (von) Heigel              |
| 1905–1924      | Hermann (von) Grauert                  |
| 1924–1936      | Heinrich Günter                        |
| 1936–1946      | Götz von Pölnitz                       |
| 1946–1951      | kein Vorstand                          |
| 1951–1977      | Johannes Spörl                         |
| 1969/1977–2000 | Laetitia Boehm (Mitvorstand seit 1969) |
| 2000–2021      | Hans-Michael Körner                    |

## Beispiele aus den Archivbeständen

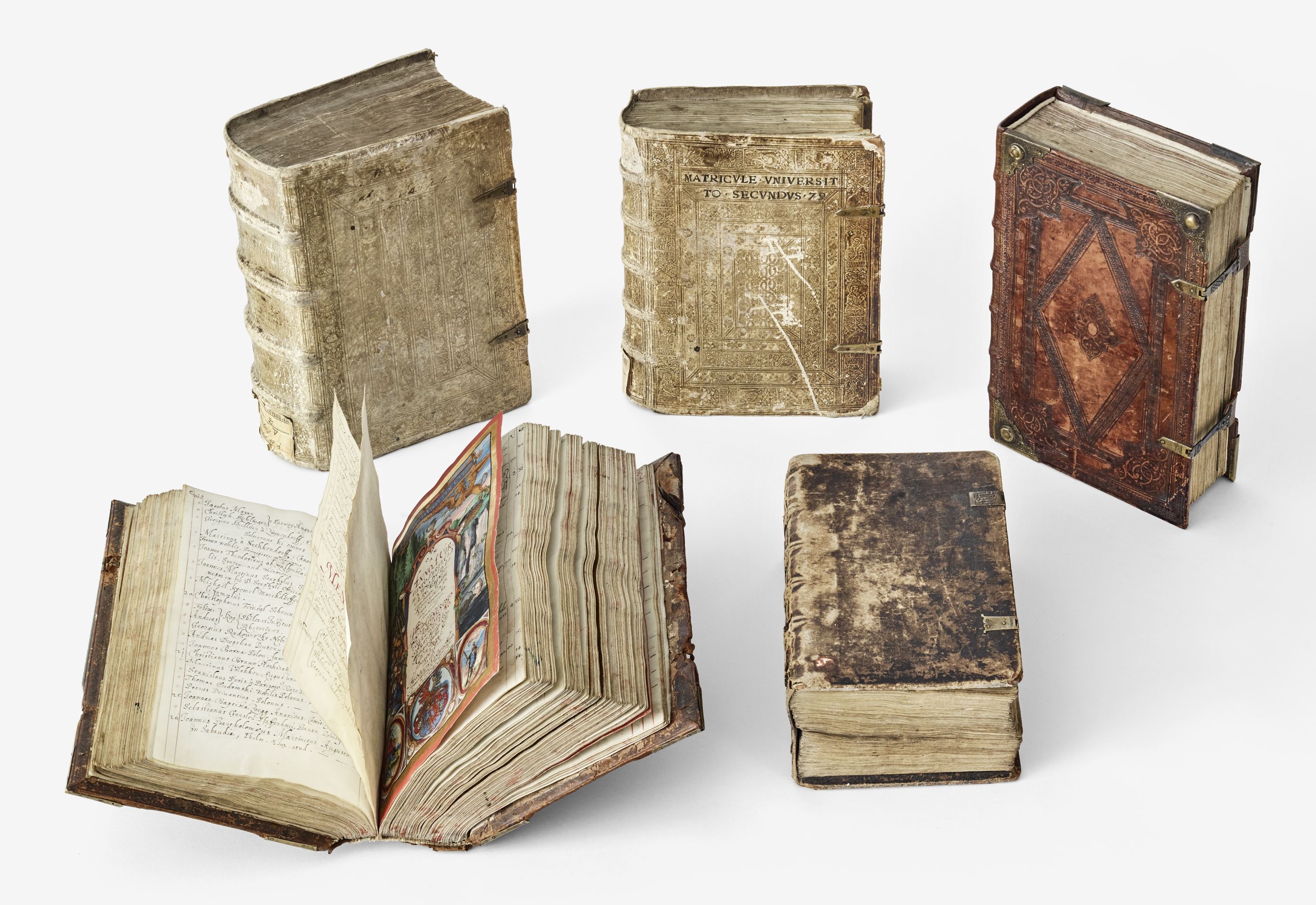
Älteste Matrikelbände der Universität
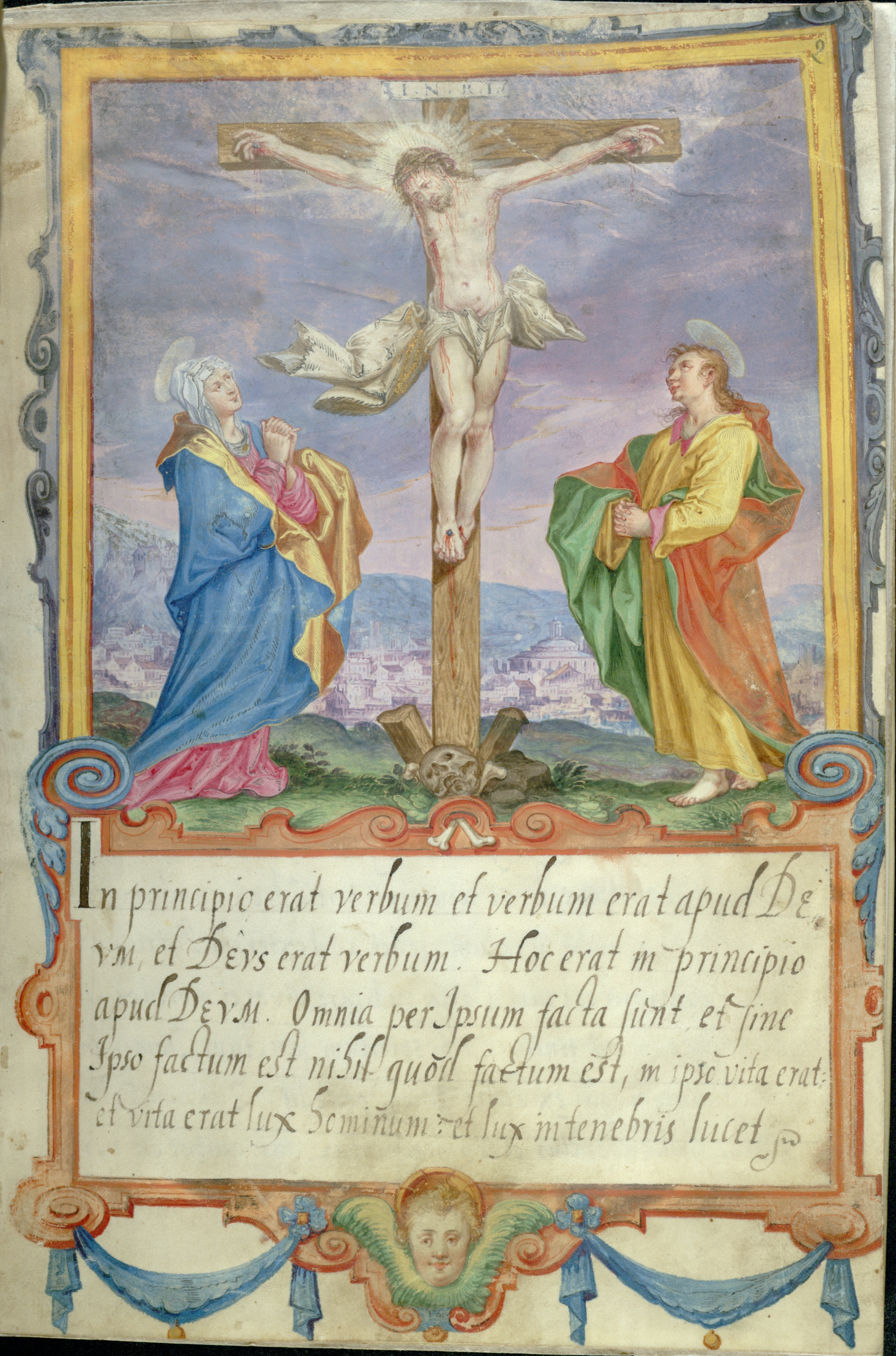
Schwurblatt für den Promotionseid der Medizinischen Fakultät (17. Jahrhundert)
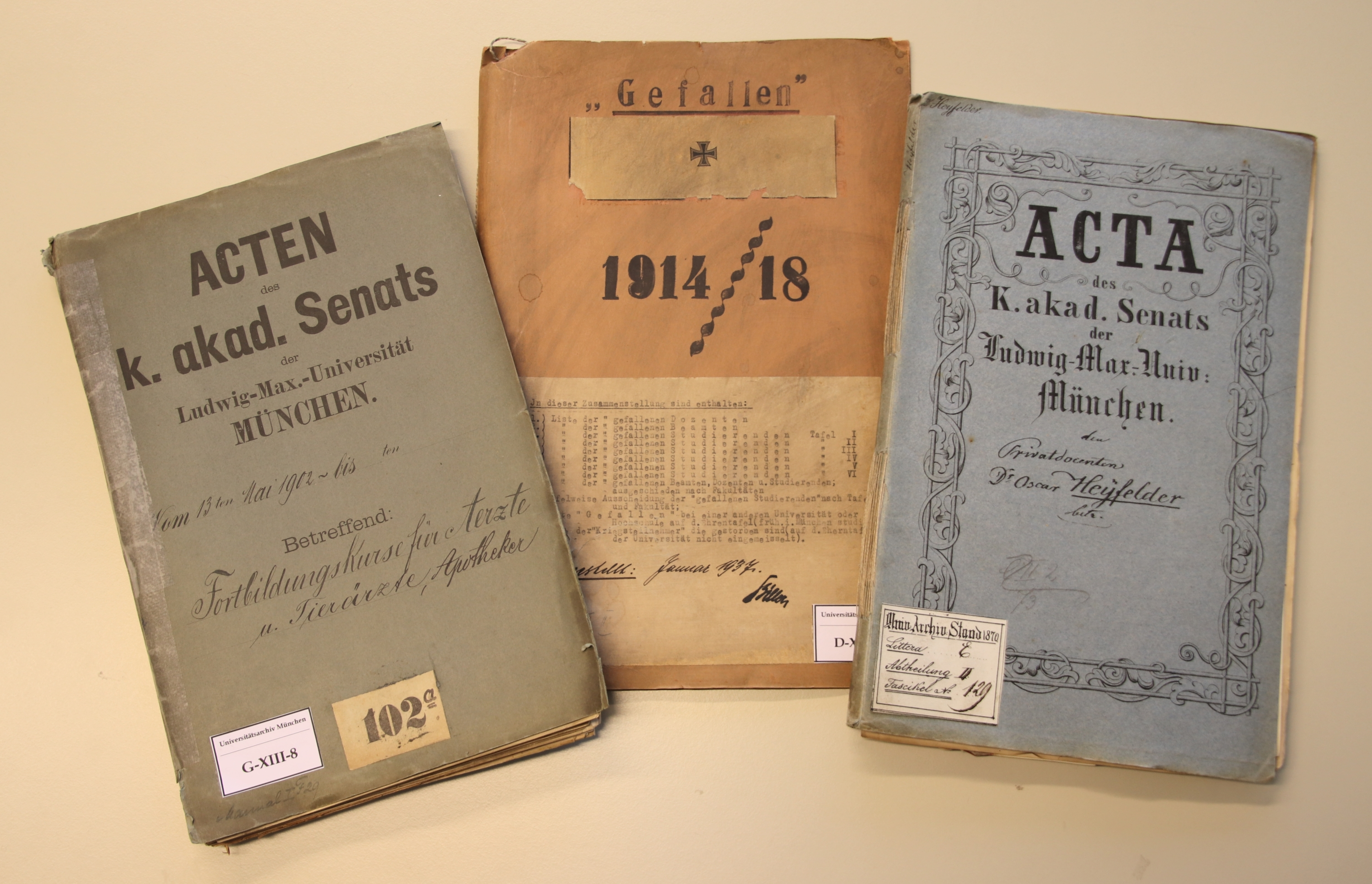
Drei Akten des akademischen Senats der Ludwig-Maximilians-Universität München (19./20. Jahrhundert)
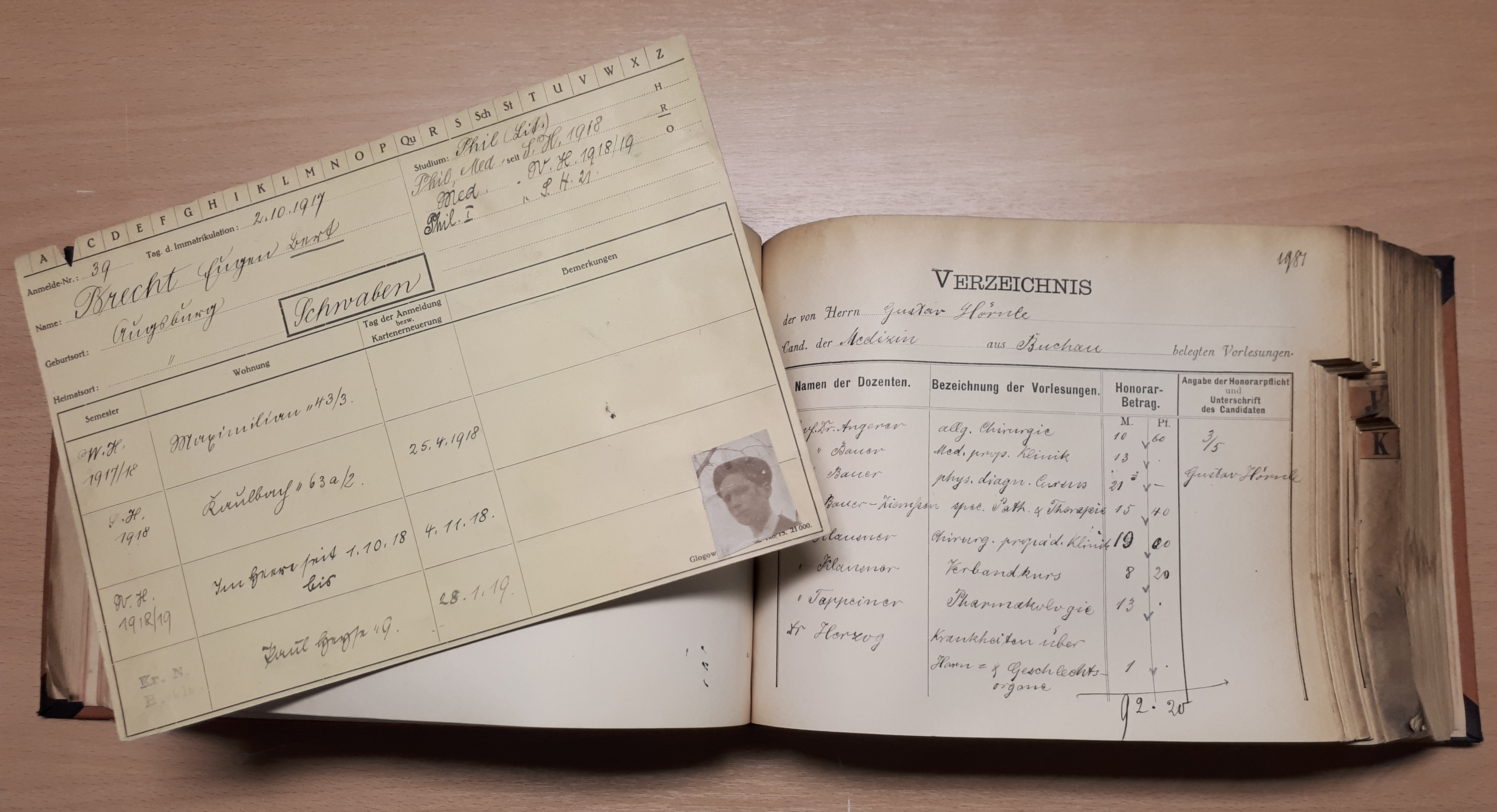
Beispiele für studentisches Archivgut: gebundene Belegbögen; Karteikarte Bertolt Brechts aus der Studentenkartei
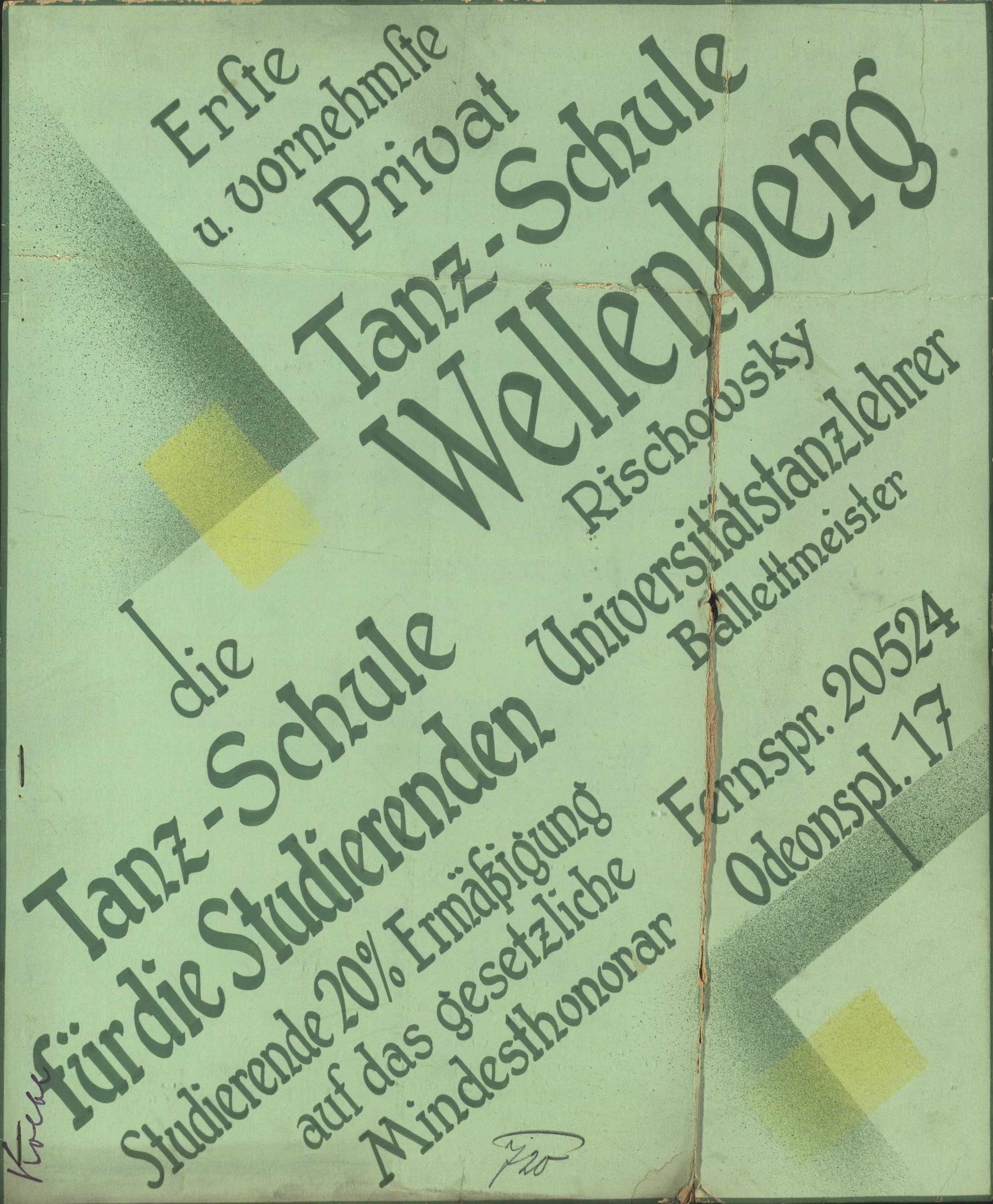
Plakat einer Tanzschule, deren Inhaber offiziell den Titel „Universitätstanzlehrer“ trug (1936)
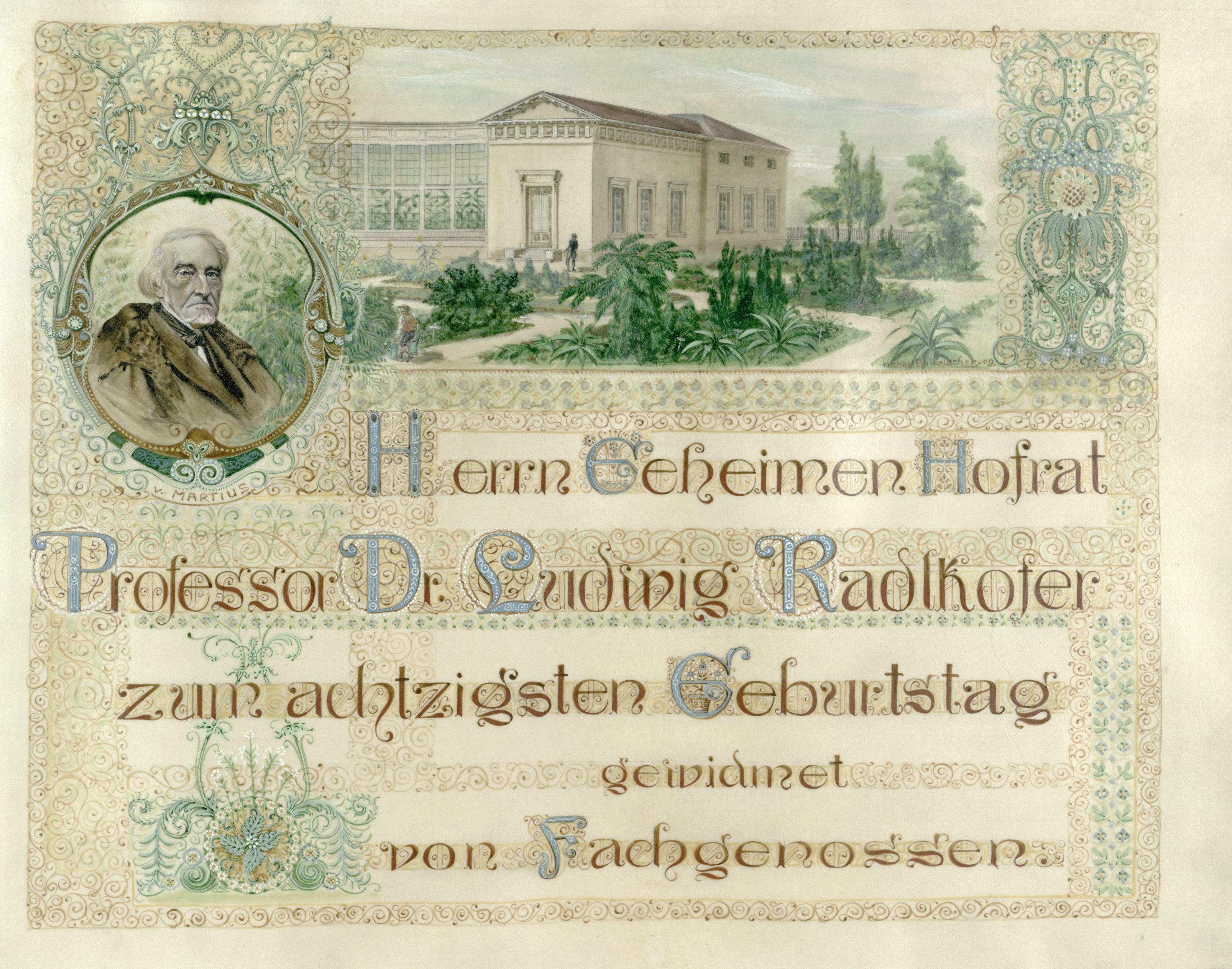
Schmuckblatt aus einem Fotoalbum für den Botaniker Ludwig Radlkofer anlässlich dessen 80. Geburtstags (1909)
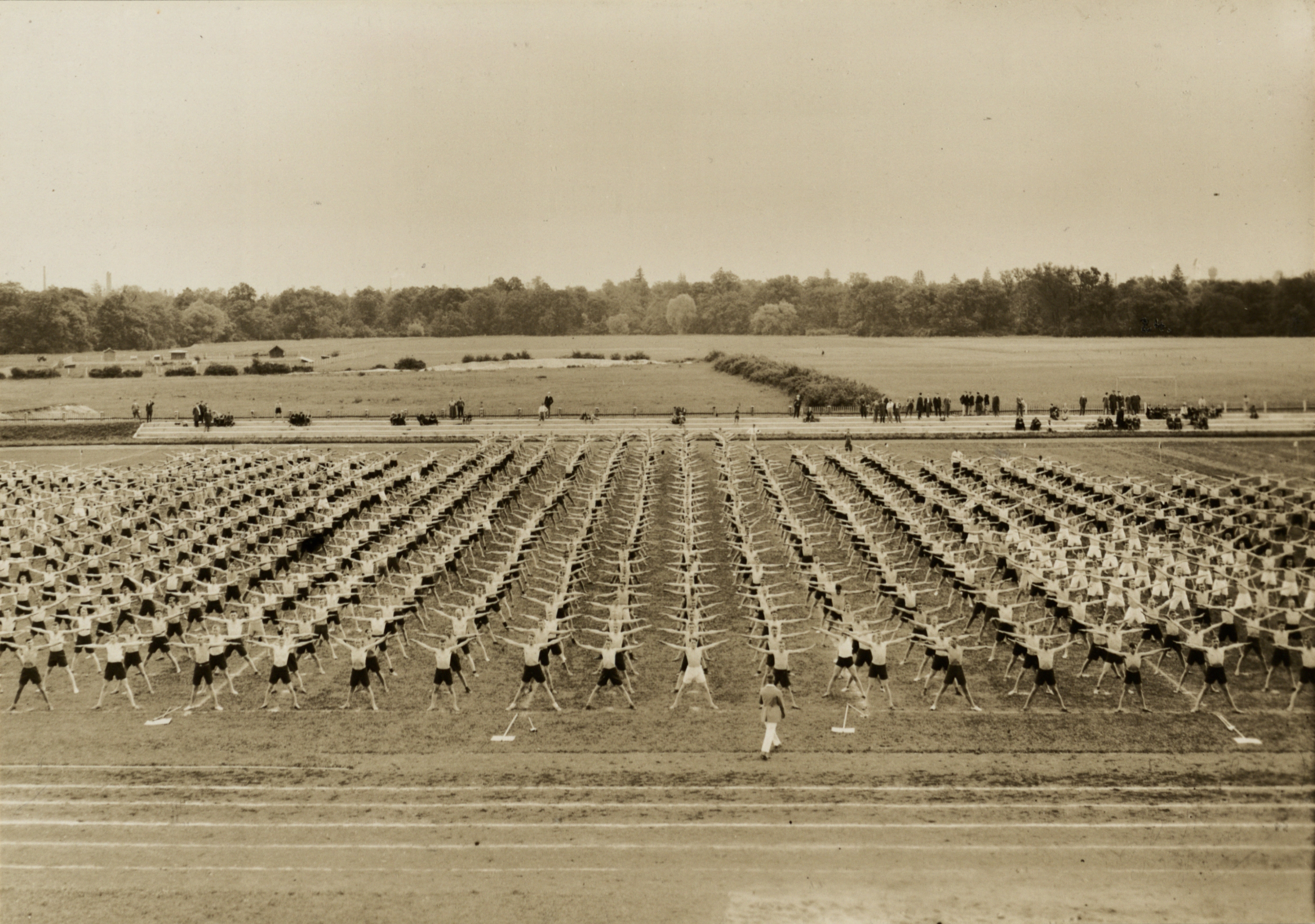
Studenten bei Freiübungen anlässlich der Einweihung des Hochschulsportplatzes bei Freimann (heute Areal der Studentenstadt Freimann) (27. Juni 1928)
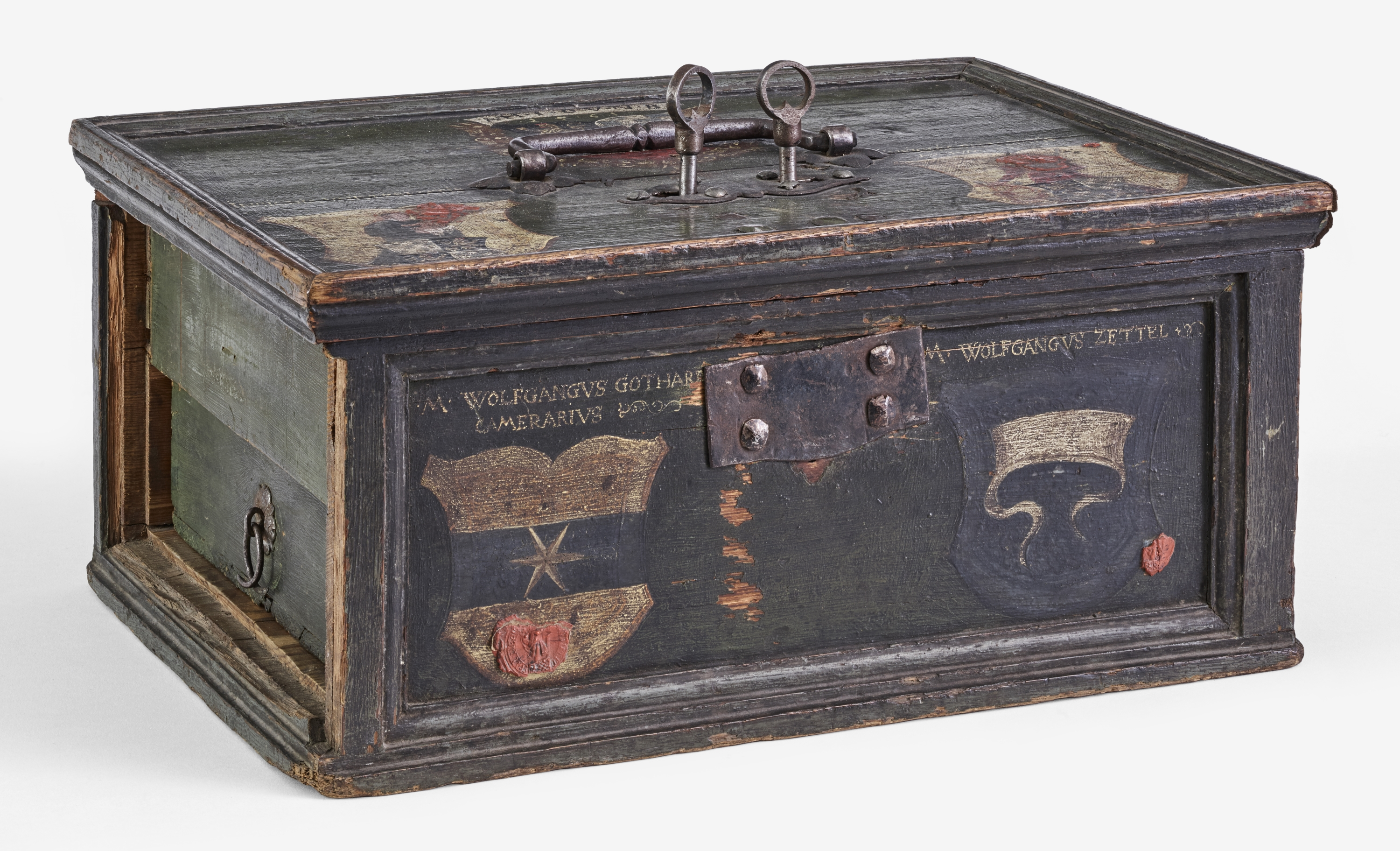
Truhe der Artistenfakultät der Universität Ingolstadt (1561)
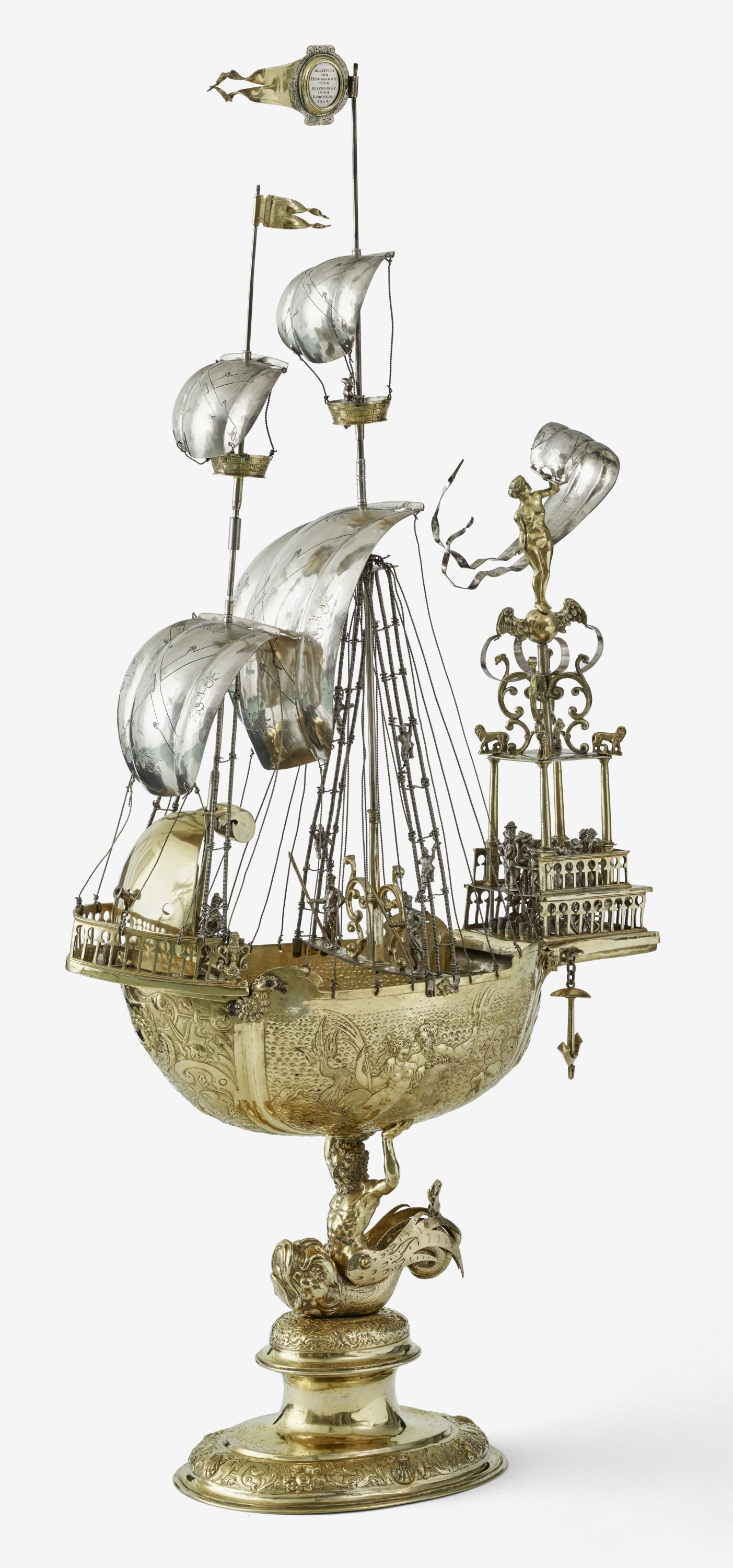
Tafelaufsatz/Trinkpokal in Schiffsform, Geschenk Erzherzog Ferdinands von Innerösterreich an die Universität Ingolstadt (Caspar Hentz, Augsburg, um 1594)
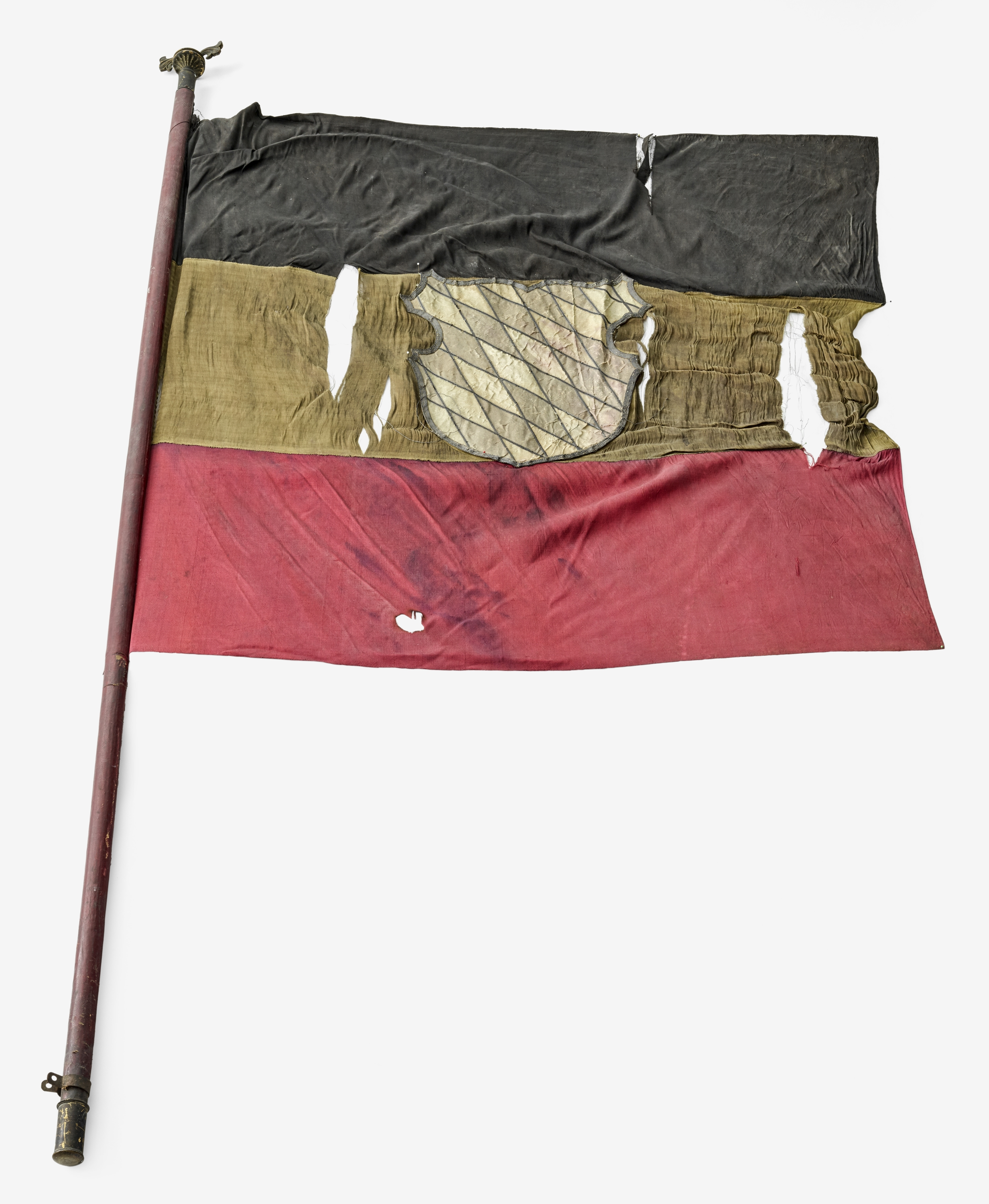
Studentenfahne mit den deutschen Nationalfarben (in ungewöhnlicher Abfolge) und dem bayerischen Rautenwappen, handgefertigt von Königin Therese von Bayern und weiteren Wittelsbacherinnen für das Münchner Studenten-Freikorps (1848)
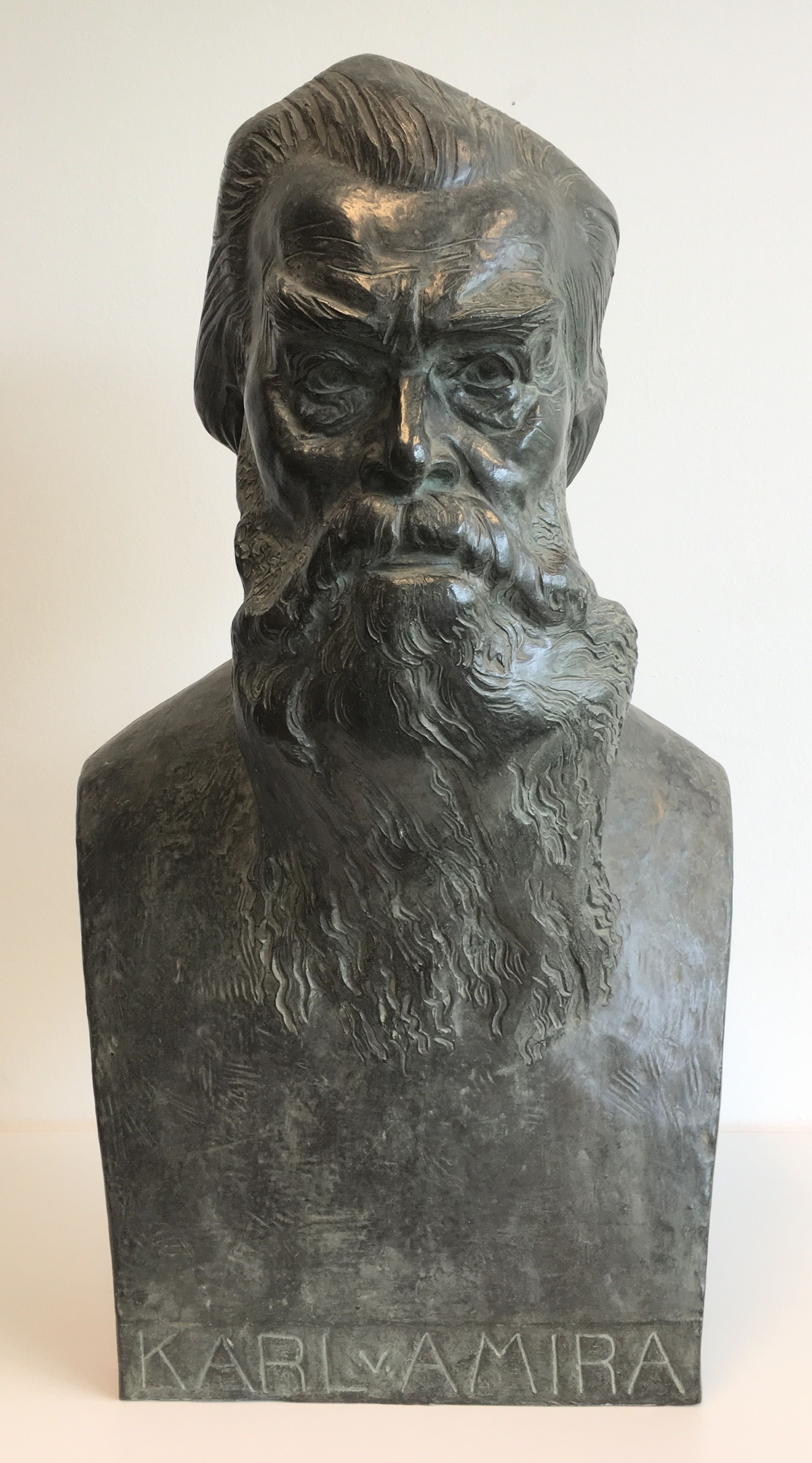
Büste des Rechtshistorikers Karl von Amira (August Weckbecker, 1930)